# Musa Sayrami
Mullā Mūsa Sayrāmī (en langue ouïghoure : موللا مۇسا سەيرامى; en ouzbek : Mulla Muso Sayramiy, Molla Musa Seyrami ; né en 1836 et mort en 1917) est un historien du Xinjiang, connu pour son récit des événements dans cette région au dix-neuvième siècle, et en particulier la rébellion Dungan de 1864-1877. Alors que l'ethnonyme ouïghour, dans son sens moderne, n'était pas encore employé à l'époque de Musa Sayrami, il s'appliquerait à lui quelques décennies après, car son lieu de naissance et la langue de ses œuvres correspondent aux Ouïghours.

## Biographie

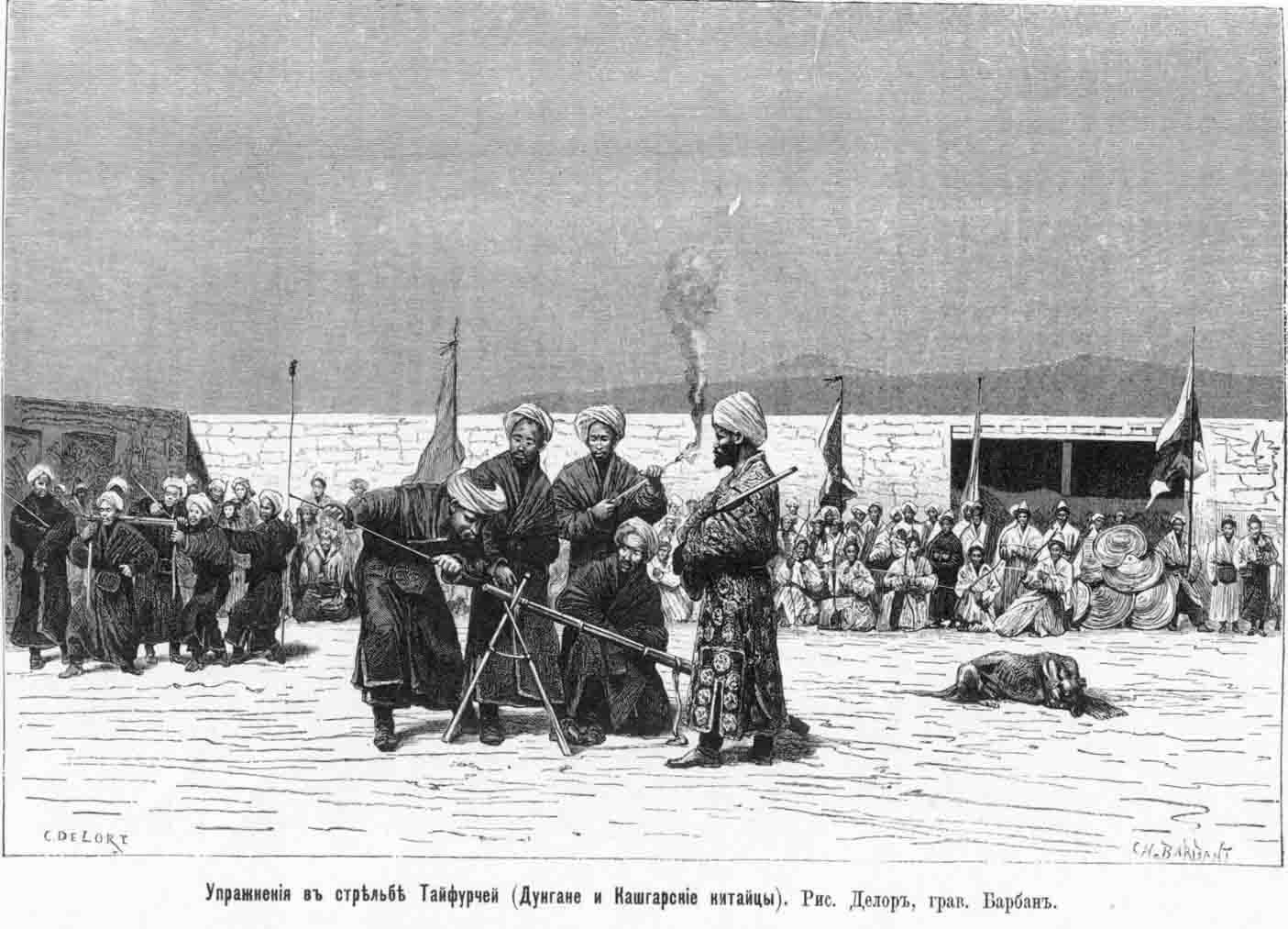
Exercices des artilleurs de Yaqub Beg

Musa Sayrami est originaire du village de Sayram, situé au nord-ouest de Kuqa dans ce qui est aujourd'hui le comté de Baicheng, dans le Xinjiang L'endroit ne doit pas être confondu avec la plus grande ville du même nom au Kazakhstan . Dans sa jeunesse, il est envoyé à Kuqa pour étudier à la madrassah de Mulla Osman Akhund. Il se lie d'amitié avec son camarade de classe Mahmudin, fils de Burhān al-Dīn Khoja, membre important du clan Khoja.
À l'été 1864, pendant les premiers jours de la rébellion de Dungan au Xinjiang, Musa Sayrami rejoint l'armée du rebelle Khoja Burhān al-Dīn lors de son passage par Sayram. Avec Mahmudin, Musa compte parmi les rebelles de Burhan à Aksu et Uqturpan. Il aide Burhan.
En 1867, après que les habitants d'Uqturpan eurent renversé les Khojas, Musa Sayrami escorta les Khojas arrêtés jusqu'au siège du nouveau souverain de la région, Yaqub Beg. Il trouve ensuite un lieu dans l'appareil gouvernemental de Yaqub Beg, où il sert sous Mirza Baba Beg, le zakatchi (directeur des recettes) à Aksu.
Musa Sayrami survit à la mort de Yaqub Beg et à la reconquête du Xinjiang par les armées Qing de Zuo Zongtang en 1877. Jusqu'à sa mort, il vit à Aksu, écrivant son Tarikh-i amniyya  qu'il termina en 1903.

## Tārīkh-i amniyyaetTārīkh-i ḥamīdi
L'œuvre Tārīkh-i amniyya (Histoire de la paix ) est écrite dans la langue chagatai (ancienne langue littéraire d'Asie centrale, pouvant être considérée comme une forme ancestrale des langues ouïghoure et ouzbek actuelles). Selon les érudits modernes, les manuscrits Chagatai de Musa Sayrami avaient été influencés par la langue ouïghoure «moderne» (c'est-à-dire la langue vernaculaire de la propre époque de Sayrami).
Des chercheurs soviétiques déclarent que le titre de l'œuvre de Musa est aussi une allusion au nom d'un de ses amis, Dadhah Muhammad Amin Bai Aqsaqal ; ainsi, il peut également être lu comme "Histoire dédiée à Amin". Amin était l'aîné (aqsaqal) des sujets russes à Aksu et Uqturpan, et entretenait une correspondance avec le consul russe à Kashgar, Nikolaï Petrovsky. Le chercheur soviétique KA Usmanov estime ainsi que Petrovsky, collectionneur de matériaux liés à l'histoire de la région, peut avoir contribué à encourager Musa à entreprendre son travail.
Tārīkh-i amniyya se compose d'une introduction, qui retrace l'histoire du Xinjiang de Noé à Chengis Khan, d'une première partie, au sujet des premiers stades de la rébellion, menée par les Khojas, et d'une seconde partie, qui traite du régime de Yaqub Beg et de la reconquête de la région par les troupes chinoises en 1877.
Tārīkh-i amniyya est publié pour la première fois par le savant russe NN Pantusov à Kazan en 1905. (Pantusov nourrissait probablement un intérêt particulier pour l'histoire du Xinjiang car il avait précédemment publié une traduction russe d'un autre ouvrage sur le même sujet, Ghazāt dar mulk-i Chín de Mullā Bilāl (« guerre sainte en Chine »), écrit à l'origine en 1876  ).
En 1988, une traduction ouïghoure moderne est publiée à Urumqi sous le titre Tärikhi äminiyä, .
Tārīkh-i ḥamīdi (Histoire de Ḥamid) constitue une version révisée de Tārīkh-i amniyya, achevée en 1908. Une traduction ouïghoure moderne d'Enver Baytur est publiée à Pékin en 1986 ,.

## Réception
D'après Kim Hodong, historien coréen expert de cette période, Sayrami est « l'un des meilleurs historiens que l'Asie centrale ait jamais produit », et ses livres sont la source la plus importante produite localement sur la rébellion de Dungan et le régime de Yaqub Beg .